# 国道157号

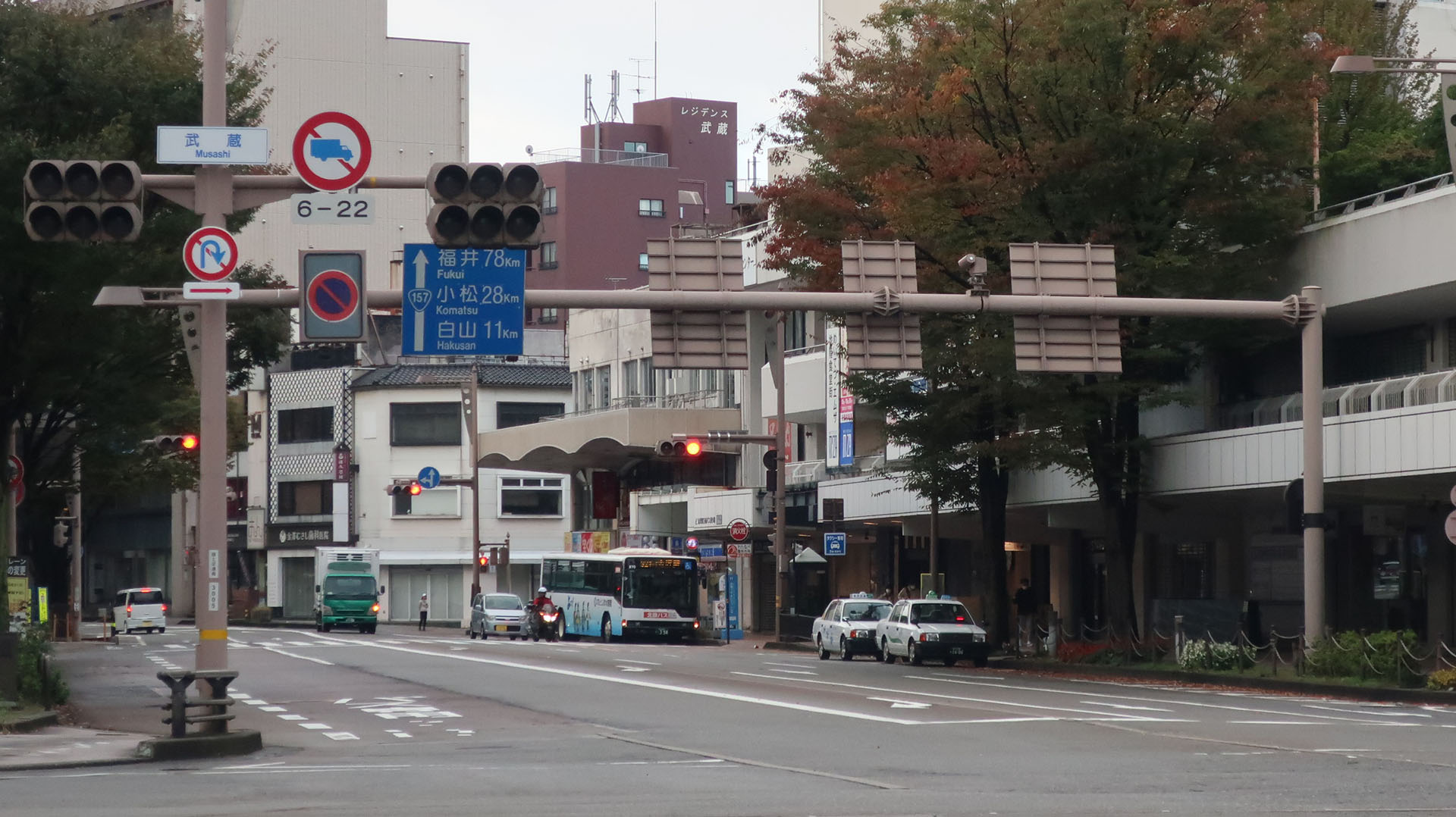
国道157号 起点
石川県金沢市 武蔵交差点

国道157号（こくどう157ごう）は、石川県金沢市から福井県大野市を経由して、岐阜県岐阜市に至る一般国道である。

## 概要

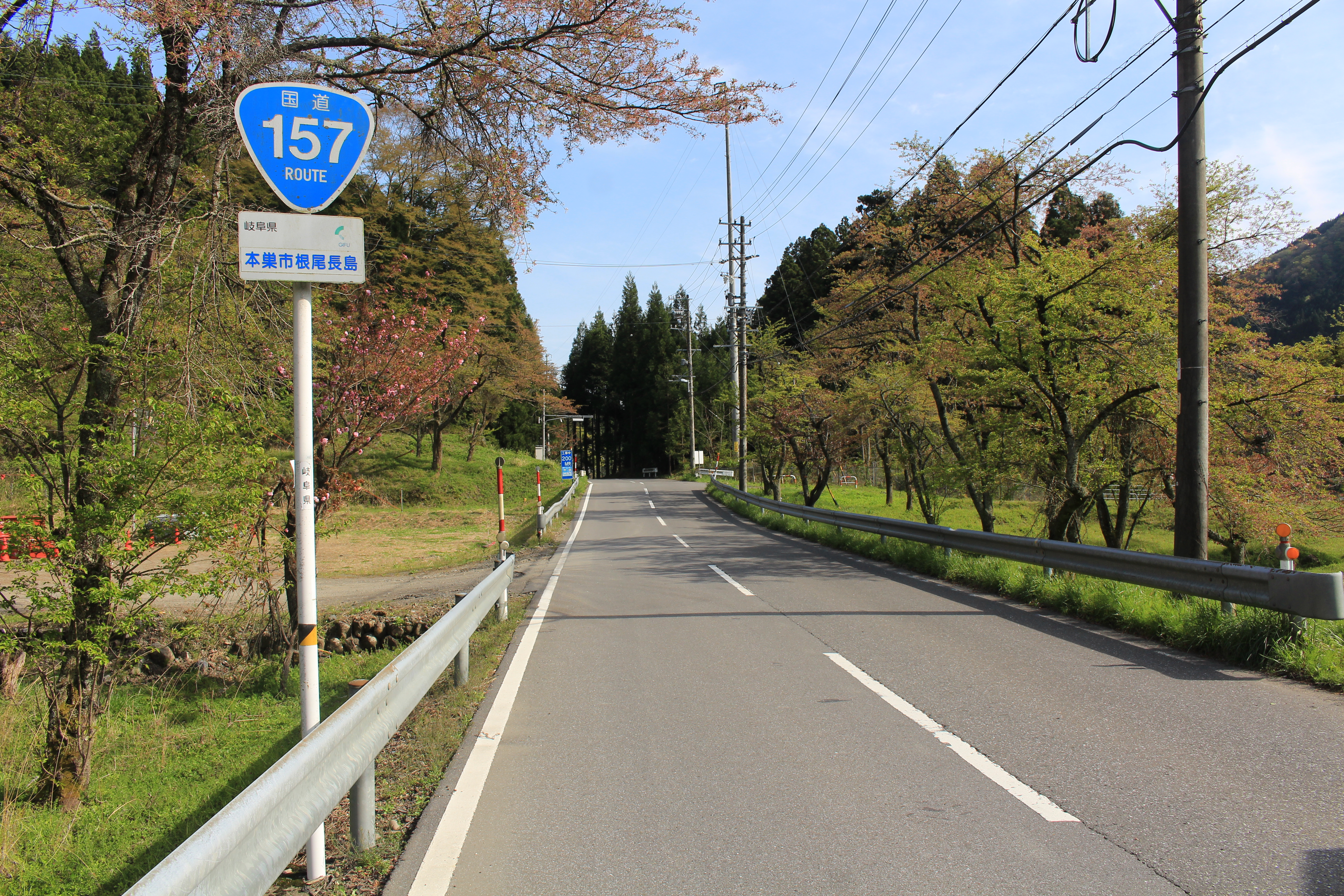
岐阜県本巣市根尾長島
（2016年4月）

石川県金沢市から岐阜県岐阜市までの県庁所在地同士を結ぶ一般国道の路線で、白山山地の西麓に沿って石川県南部、福井県東部の大野盆地、岐阜県西部を南北に通過して、北陸経済圏と東海経済圏を最短距離で繋いでいる。主な通過地は、石川県野々市市、白山市、福井県勝山市、大野市、岐阜県本巣市である。
福井・岐阜県境の温見峠を越える福井県大野市下若生子（しもわかご）（真名川ダム）から岐阜県本巣市根尾能郷までの区間は冬期閉鎖となり、そのうち大野市熊河（くまのこ）から本巣市根尾能郷までの区間は、乗用車でもすれ違い困難な狭路が続く。特に温見峠を挟んだ山間部はいわゆる「酷道」であり、岐阜県側では路上を横断する洗い越しとよばれる数メートル幅の川の流れを渡ることから「川を渡る国道」の代名詞ともなっている。さらに温見峠付近の道路は災害に弱く、通行止めになっていることも多い。
福井・岐阜県内の沿線4市1町（岐阜市、大野市、勝山市、本巣市、北方町）により国道157号整備促進期成同盟会が結成されており、狭路区間でも道路改良工事が実施されていて、徐々に整備されつつある。
石川県内においては金沢市への幹線道路でもあり、金沢市から白山市までは国土交通省直轄の指定区間となっている。

### 路線データ
一般国道の路線を指定する政令に基づく起終点および重要な経過地は次のとおり。
- 起点：金沢市（武蔵交差点 = 国道159号・国道249号・国道359号終点、国道304号・国道305号起点）
- 終点：岐阜市（茜部本郷交差点 = 国道21号交点、国道22号・国道248号終点、国道156号起点）
- 重要な経過地：石川県石川郡野々市町[注釈 3]、松任市[注釈 4]、同郡吉野谷村[注釈 4]、同郡尾口村[注釈 4]、勝山市（村岡町）、大野市、岐阜県本巣郡根尾村[注釈 5]、同郡糸貫町[注釈 5]、同郡北方町
- 総延長 : 199.2 km（石川県 60.8 km、福井県 68.6 km、岐阜県 69.8 km）重用延長を含む。[10][注釈 6]
- 重用延長 : 1.4 km（石川県 1.4 km、福井県 - km、岐阜県 - km）[10][注釈 6]
- 未供用延長 : なし[10][注釈 6]
- 実延長 : 197.8 km（石川県 59.4 km、福井県 68.6 km、岐阜県 69.8 km）[10][注釈 6]
  - 現道 : 197.3 km（石川県 59.4 km、福井県 68.6 km、岐阜県 69.2 km）[10][注釈 6]
  - 旧道 : 0.1 km（石川県 - km、福井県 - km、岐阜県 0.1 km）[10][注釈 6]
  - 新道 : 0.5 km（石川県 - km、福井県 - km、岐阜県 0.5 km）[10][注釈 6]
- 指定区間：金沢市青草町88番 - 白山市白山町263番（武蔵交差点（起点） - 白山町南交差点付近）[11]

## 歴史
道路法（昭和27年法律第180号）に基づく二級国道として初回指定された144路線のひとつである。国道指定当初は、福井県大野市より先の経路が現在とは異なり、大野郡大野町（当時）から岐阜県郡上郡白鳥町までは国道158号と、同町から岐阜市までは国道156号とそれぞれ重複する区間であった。1974年（昭和49年）公布の政令により、翌1975年（昭和50年）4月1日に経路が変更されて、大野市から温見峠を越えて岐阜県本巣郡北方町までは主要地方道大野墨俣線を編入、北方町からは国道303号に重複して岐阜市に至る路線となった。

### 年表
- 1953年（昭和28年）5月18日 - 二級国道157号金沢岐阜線（金沢市 - 福井県大野郡大野町[注釈 7] - 岐阜県郡上郡白鳥町[注釈 8] - 岐阜市）として指定施行[注釈 9]。
- 1964年（昭和39年）12月28日 - 第2次主要地方道指定に伴い主要地方道大野墨俣線が指定[注釈 10]。
- 1965年（昭和40年）4月1日 - 道路法改正により一級・二級区分が廃止されて一般国道157号として指定施行[9]。
- 1972年（昭和47年）12月1日 - 国道8号の金沢市街地を通らない金沢バイパスが完成したことによって重複区間ではなくなり、起点を示す標識が武蔵交差点に建てられる[注釈 11]。これにより国道8号との重複区間が一時無くなる。
- 1975年（昭和50年）4月1日 - 途中経路が変更され、一般国道157号（金沢市 - 大野市 - 岐阜県本巣郡北方町 - 岐阜市）として指定施行[12]。主要地方道大野墨俣線の大部分を昇格し、北方町から一般国道303号に重複。
- 1983年（昭和58年）5月1日 - 鶴来バイパスの安養寺北 - 白山町南の全区間開通に伴い経路が変更される（新庄 - 安養寺北 - 白山町南）。
- 1993年（平成5年）10月1日 - 鶴来バイパスの乾東 - 安養寺北の全区間開通に伴い経路が変更される。三日市 - 乾東が国道8号と、野々市 - 三日市が国道305号と重複区間となる。
- 1997年（平成9年）4月1日 - 従来の国道157号（野々市 - 白山町南）が石川県道179号野々市鶴来線に降格。

## 路線状況

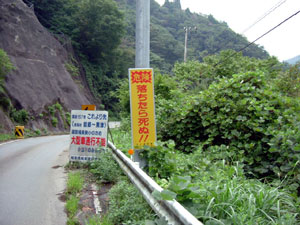
狭路区間入り口の看板。国道418号との重複区間でもある。「〈危険〉落ちたら死ぬ!!」は国道157号の名物看板として知られたが、2018年秋にすべて撤去された。（2004年9月撮影）

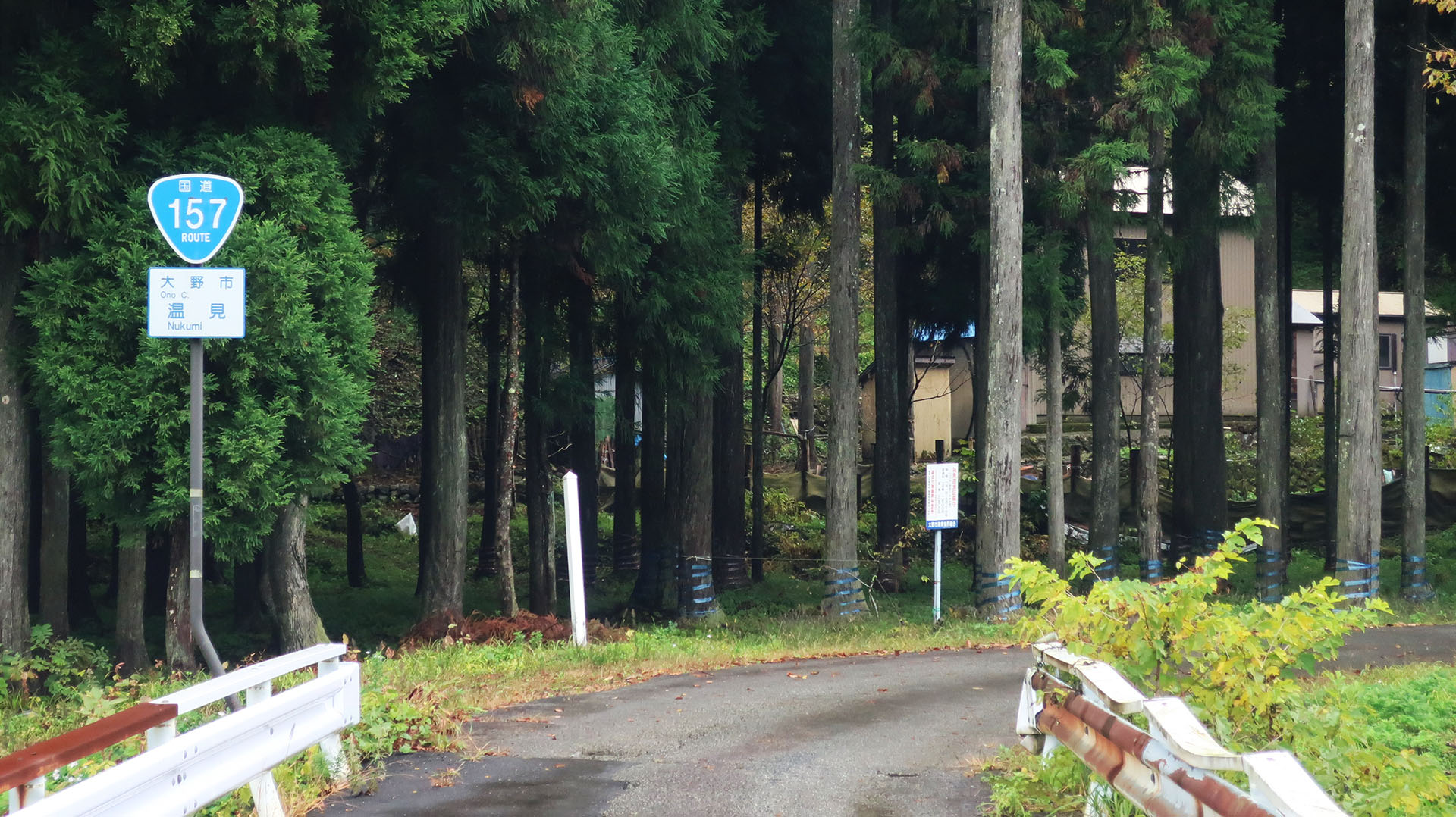
福井県大野市温見の狭路区間
（2020年10月撮影）

起点・金沢市から福井・岐阜県境の温見峠までの区間は、温見峠付近を除いておおむね改良済みの一般的な国道である。手取川第三ダムがある石川県白山市河内町口直海から福井県・岐阜県境にかけての沿線地域は特別豪雪地帯の指定を受けており、石川県並びに福井県が巨大な除雪車両を投入し、通年通行可能区間の安全な通行や冬季閉鎖区間の春季解除に向けての作業にあたっている。
金沢市街地区間と岐阜市街地区間はともに交通量が非常に多い。福井県内の区間では勝山市と大野市において市街を迂回する4車線区間が用意されているが、両市境部の大渡トンネルから大野バイパス起点にかけての約1.5 kmが2車線のままで交通のボトルネックとなっている。福井県は2022年（令和4年）6月、「道路整備プログラム（2021〜2030）」の更新において、この区間の4車線化を推進する旨を追記した。
一方、温見峠周辺（福井・岐阜県境）の区間は、冬季は雪が多く1年の半分近くが通行止めとなる豪雪地帯で、狭路、落石・崩壊などの危険、ガードレールやカーブミラーの未整備など、道路改良はなかなか進まず整備状態が非常に悪い。そのため「国道ではなく酷道」「本州屈指の酷道」「天下の酷道」とも評されている。とりわけ岐阜県本巣市根尾黒津から根尾能郷までの倉見渓谷沿いの区間は、覗き込むと目がくらむほどの断崖上（谷底まで10 mを越える）を走る難路であり、酷道愛好家の間では根尾能郷の冬期閉鎖ゲート近くにある「落ちたら死ぬ!!」という印象的な看板で知られていた。この看板は、1990年代に自動車の崖下転落事故が多発したために設置されたが、看板文面の決定経緯や設置日時などは不明で、2018年（平成30年）に啓発の役目を終えたとして撤去された。
温見峠から根尾黒津までの間は急勾配と急カーブが連続する山岳道路で、複数の洗い越し地点が存在する。本巣市の道の駅うすずみ桜の里・ねお付近からは終点・岐阜市まで2車線の道路が続く。
前述の通り、当路線と国道303号とが重複する区間では303号が先に国道指定されたため、この区間では当路線のほうが番号が若いにもかかわらず、20世紀中くらいまでは「国道303号」と表記されることが多かった。
2004年（平成16年）には、平成16年7月福井豪雨によって広範囲で土砂崩落や路盤流出など大きな被害を受け、大野市巣原付近では道路が大きく欠損し、復旧および道路改良工事がおこなわれている。また、岐阜県本巣市内においては、2005年（平成17年）11月19日に発生した岩盤崩落の復旧工事のために、本巣市根尾能郷から同市根尾黒津の間が長期間にわたって通行止となっていた。この間の迂回路として、本巣市根尾大河原から猫峠林道、根尾越波から折越林道、岐阜県道255号根尾谷汲大野線および国道418号を経て同市根尾樽見へ至ることができたが、7年後の2012年（平成24年）10月末に通行止が解除されて大野市街から本巣市街まで通行が可能になった。

### 通称
- 山側環状（金沢市）

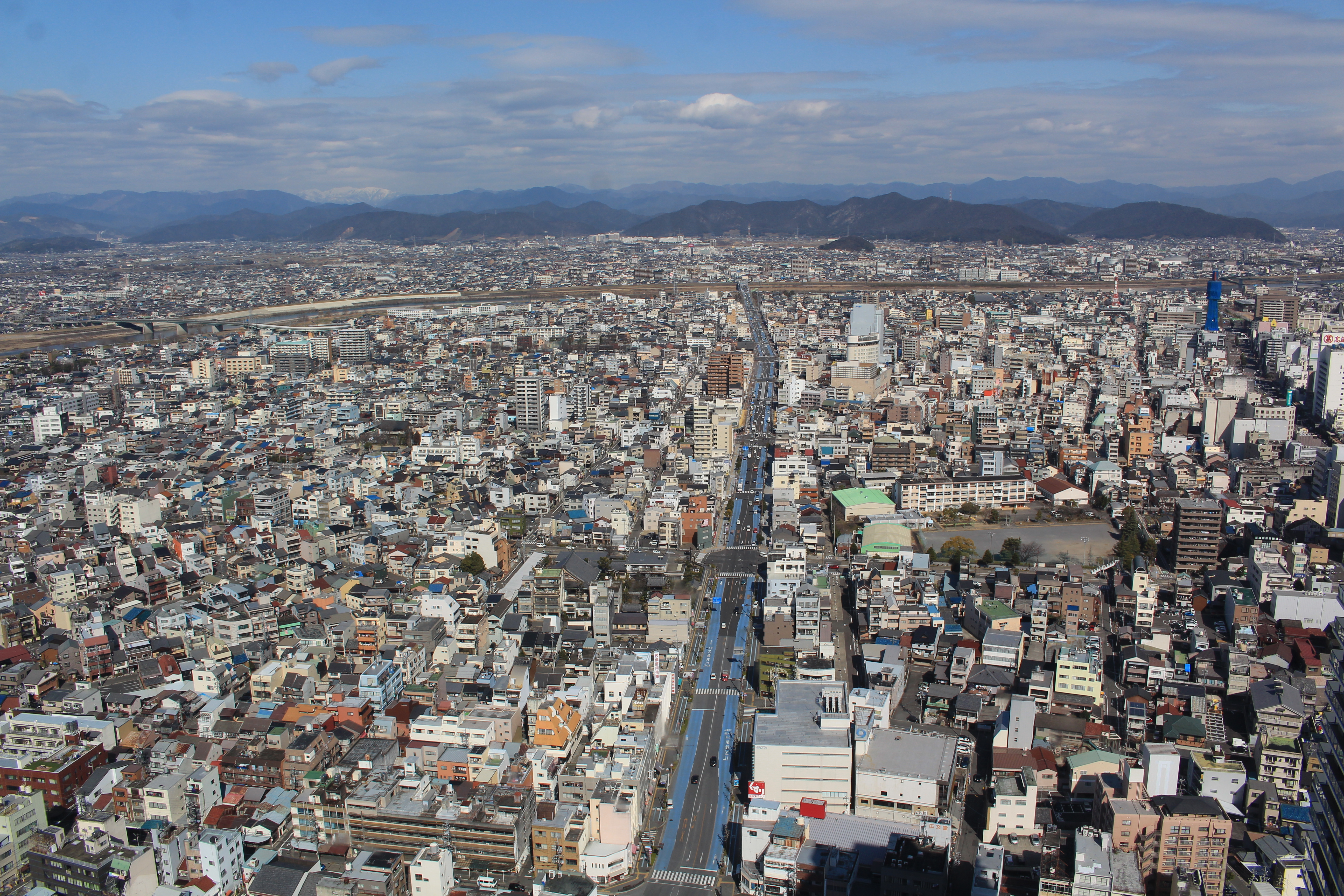
忠節橋通り、中央上部に長良川に架かる忠節橋（岐阜県岐阜市）

- 百万石通り（金沢市：武蔵交差点（起点） - 香林坊交差点）
- 南大通り（金沢市：野町広小路交差点 - 有松交差点）
- 城南通り（金沢市：有松交差点 - 横川交差点）
- 淡墨街道（本巣市）
- 本巣縦貫道路（本巣市）
- 本巣サルスベリ街道（本巣市）
- 忠節橋通り（岐阜市：忠節橋北交差点 - 千手堂交差点）
- 真砂町通り（岐阜市）
- 岐阜東西通り（岐阜市：千手堂交差点 - 徹明町（神田町5交差点））
- 徹明通り（岐阜市）
- 長良橋通り（岐阜市：神田町5交差点 - 神田町10交差点）
- 神田町通り（岐阜市）
- 加納中通り（岐阜市：神田町10交差点 - 茜部本郷交差点）
- 加納城南通り（岐阜市）

### バイパス
- 鶴来バイパス
- 勝山バイパス
- 大野バイパス
- 門脇バイパス
- 日当平野バイパス

### 重複区間

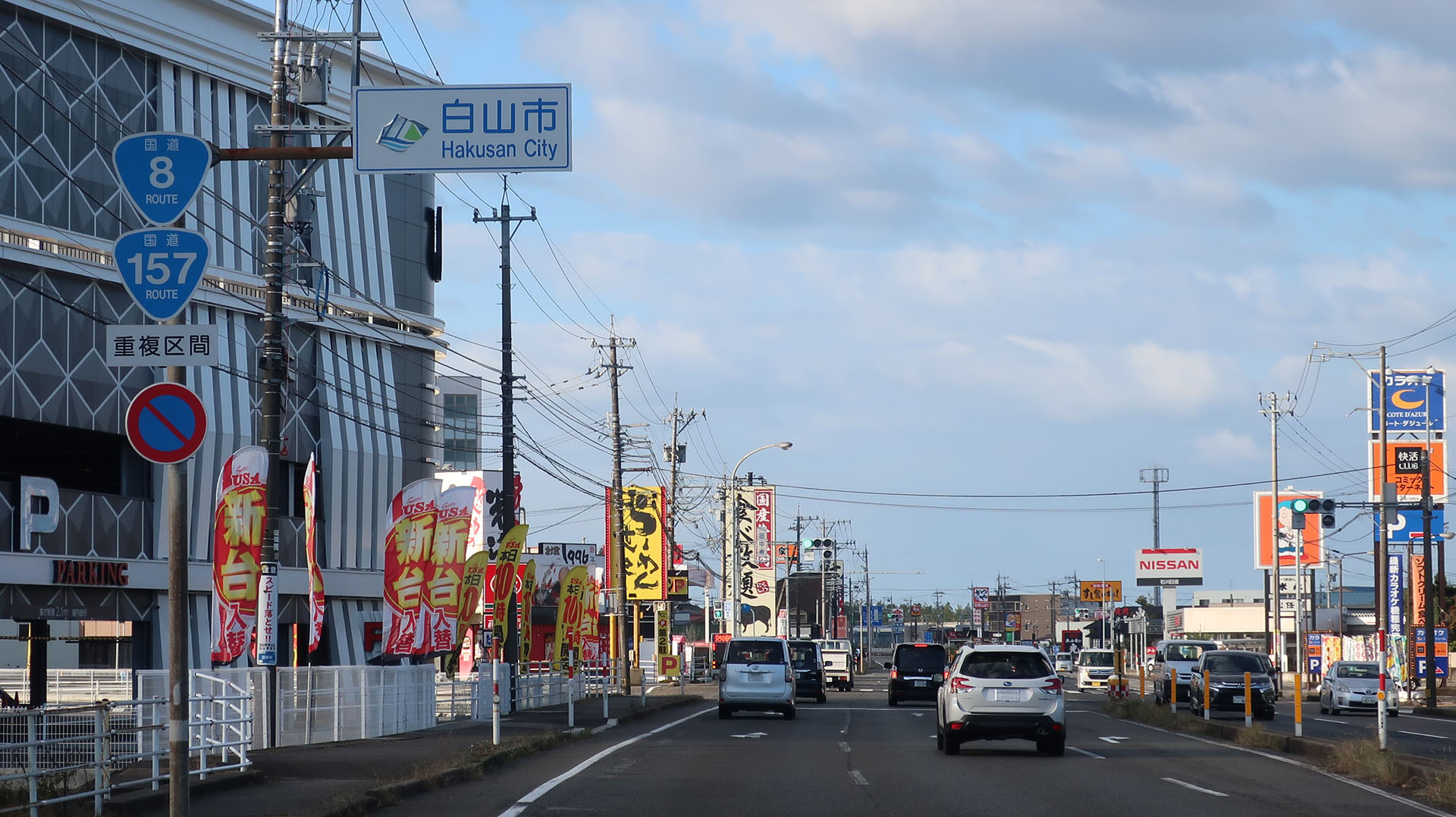
国道8号、金沢バイパスとの重複
石川県野々市市

- 国道305号（石川県金沢市・武蔵交差点 - 白山市・乾東交差点）
- 国道8号、金沢バイパス（石川県野々市市・三日市交差点 - 白山市・乾東交差点）
- 国道360号（石川県白山市・下吉野交差点 - 白山市・瀬戸野交差点）
- 国道158号（福井県大野市吉 - 大野市・エキサイト広場南東交差点）
- 国道418号（福井県大野市菖蒲池 - 岐阜県本巣市根尾板所）
- 国道303号（岐阜県本巣市・三橋南交差点 - 岐阜市徹明町・神田町5交差点）
- 国道248号（岐阜県岐阜市徹明町・神田町5交差点 - 岐阜市・茜部本郷交差点）

### 道路施設

#### 橋梁
- 犀川大橋（犀川、金沢市）

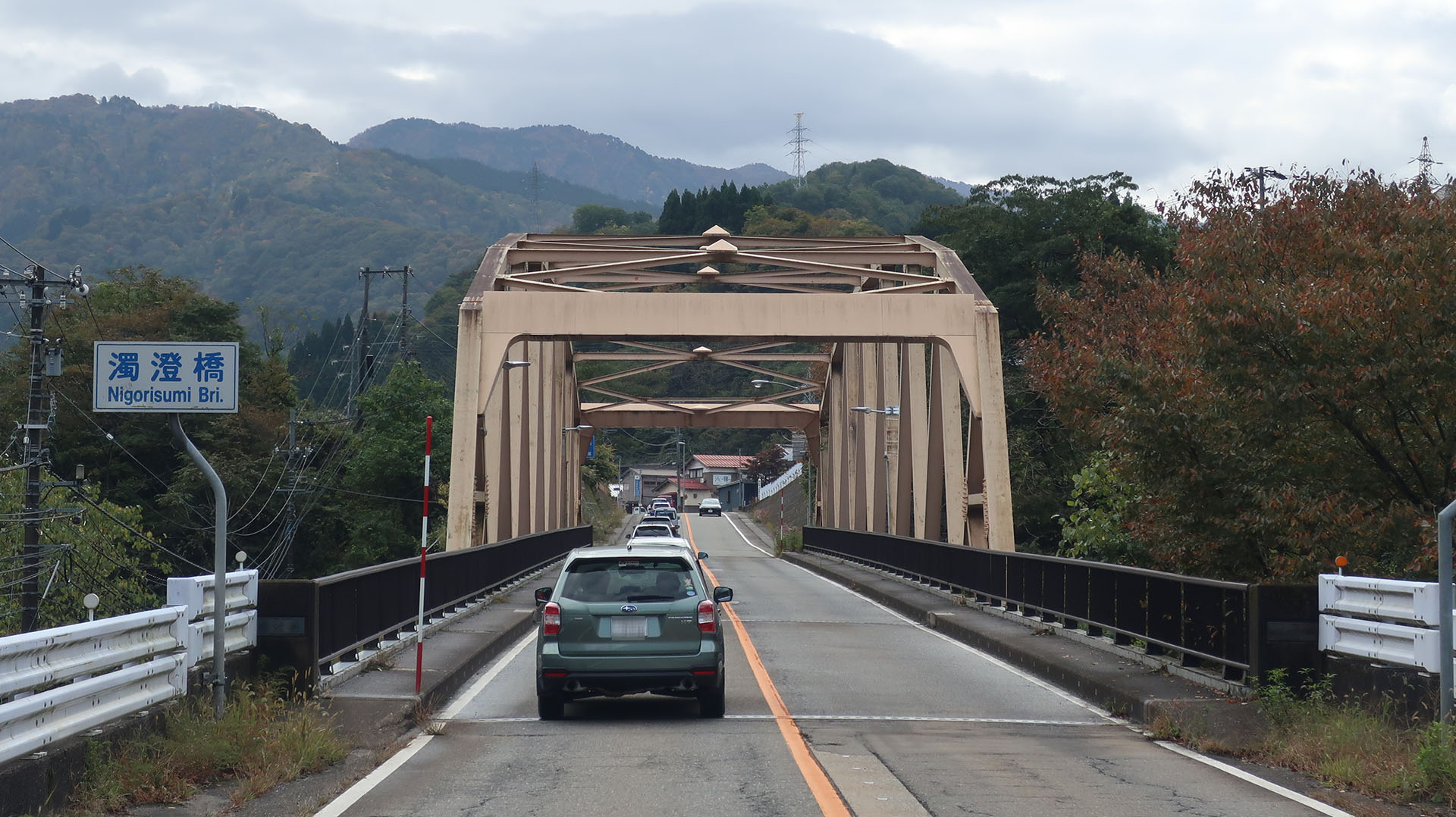
濁澄橋（尾添川）
石川県白山市木滑新

- 山上郷大橋（手取川、白山市 - 能美市〈鶴来バイパス〉）
- 一の宮大橋（手取川、能美市 - 白山市〈鶴来バイパス〉）
- 濁澄橋（尾添川、白山市）
- 赤谷大橋（手取川、白山市）
- 下荒井橋（九頭竜川、勝山市）
- 尻毛橋（伊自良川、岐阜市）
- 忠節橋（長良川、岐阜市）

#### トンネル

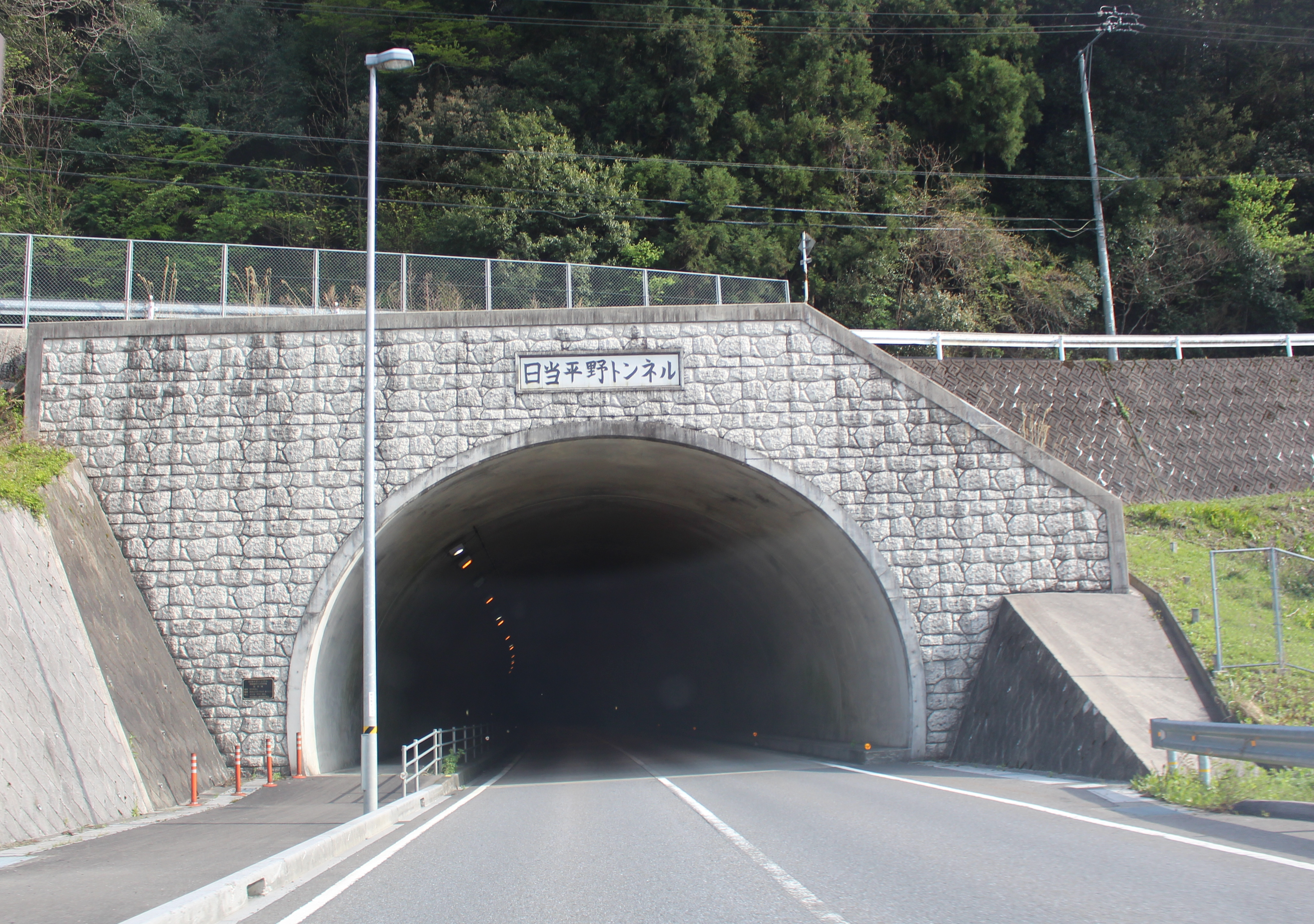
日当平野トンネル
（日当平野バイパス）
岐阜県本巣市根尾平野

- 石川県
  - 五味島隧道（白山市）
  - 鴇ケ谷隧道（とがたにずいどう、白山市）
  - 深瀬隧道（白山市）
  - 白峰隧道（白山市）
  - 谷トンネル（白山市 - 福井県勝山市）
- 福井県
  - 木根橋トンネル（勝山市）
  - 暮見トンネル（勝山市）
  - 長山トンネル（勝山市）
  - 大渡トンネル（勝山市）
  - 下荒井トンネル（勝山市 - 大野市）
  - 笹又トンネル（大野市）
  - 巣原トンネル（大野市）
  - 熊河トンネル（大野市）
  - 熊河第二トンネル（大野市）
- 岐阜県
  - 日当平野トンネル（本巣市）
  - 佐原トンネル（本巣市）
  - 本巣トンネル（本巣市）

#### 道の駅
- 石川県
  - しらやまさん（能美市）
- 岐阜県
  - うすずみ桜の里・ねお（本巣市根尾）
  - 織部の里もとす（本巣市）
  - 富有柿の里いとぬき（本巣市）

### 通行規制区間
雨量規制区間
- 本巣市根尾大河原（温見峠、福井県境） - 本巣市根尾能郷（21.8 km）
連続雨量60 mmで通行注意、連続雨量80 mmまたは、1時間雨量30 mmで通行止め[29]。迂回路なし。

冬季閉鎖区間
- 大野市下若生子（真名川ダム） - 同市温見（岐阜県境）（30.9 km）
- 本巣市温見峠（福井県境） - 同市根尾大河原（9.5 km）[30]
- 本巣市根尾大河原 - 同市根尾黒津（5.9 km）[30]
- 本巣市根尾黒津 - 同市根尾能郷（6.4 km）[30]

## 地理

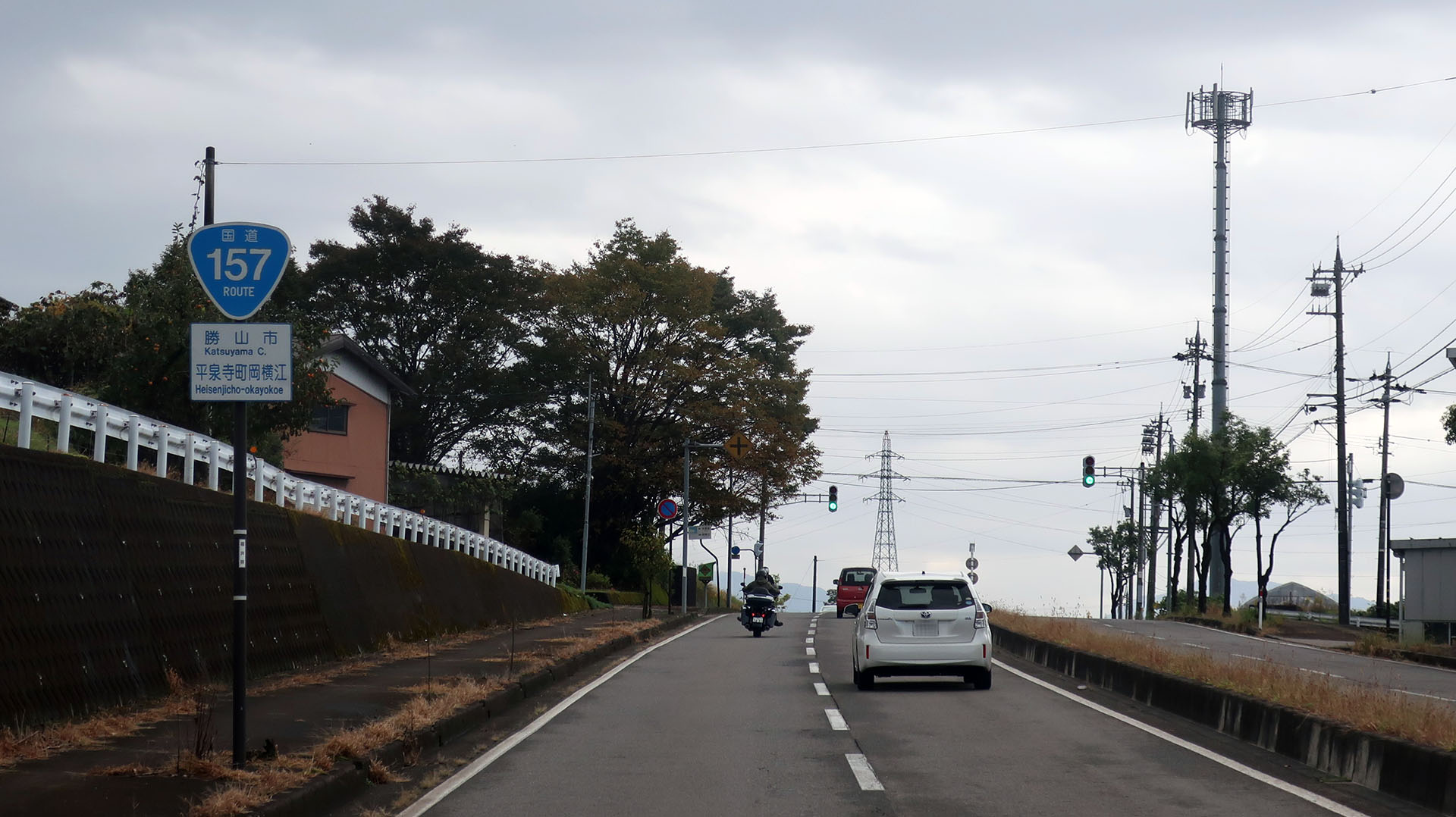
福井県勝山市平泉寺町
（2020年10月撮影）

### 通過する自治体
- 石川県
  - 金沢市 - 野々市市 - 白山市 - 野々市市 - 白山市 - 能美市 - 白山市
- 福井県
  - 勝山市 - 大野市
- 岐阜県
  - 本巣市 - 本巣郡北方町 - 岐阜市

### 交差する道路
- 国道159号・国道359号（金沢市・武蔵交差点）
- 国道8号（野々市市・三日市交差点、白山市・乾東交差点）
- 国道360号（白山市・下吉野交差点 - 白山市・瀬戸野交差点）
- E67 中部縦貫自動車道 大野IC（大野市・横枕<支線>）
- 国道476号（大野市・菖蒲池）
- 国道158号（大野市・吉、大野市・エキサイト広場南東交差点）
- 国道418号（本巣市・根尾板所）
- C3 東海環状自動車道 本巣IC（本巣市）
- 国道303号（本巣市・三橋交差点）
- 国道248号・国道256号（岐阜市・神田町5交差点）
- 国道21号・国道22号・国道156号岐大バイパス（岐阜市・茜部本郷交差点）

### 主な峠
- 谷峠（白山市白峰 - 勝山市）
- 温見峠（大野市 - 本巣市根尾）